# Чичковское муниципальное образование
Чичковское муниципальное образование — муниципальное образование со статусом сельского поселения в Усть-Удинском районе Иркутской области России. Административный центр — Чичкова.

## Демография
По результатам Всероссийской переписи населения 2010 года численность населения муниципального образования составила 10 000 человек, в том числе 6798 мужчин и 3212 женщин.

## Населённые пункты
В состав муниципального образования входят населённые пункты:
- Чичкова
- Бурундуйский[2]